# ۵۹ آندرومدا
۵۹ زن برزنجیر یک ستاره است که در صورت فلکی آندرومدا قرار دارد.